# روچینیا
روچینیا (انگلیسی: Rochinha؛ زادهٔ ۳ مهٔ ۱۹۹۵) بازیکن فوتبال اهل پرتغال است.
از باشگاه‌هایی که در آن بازی کرده‌است می‌توان به باشگاه فوتبال استاندارد لیژ، باشگاه فوتبال بنفیکا بی، و باشگاه فوتبال بولتون واندررز اشاره کرد.
وی همچنین در تیم‌های ملی فوتبال زیر ۱۷ سال پرتغال و زیر ۱۹ سال پرتغال بازی کرده‌است.